# Konstantin Ton
Konstantin Andrejevič Ton, rusky Константи́н Андре́евич Тон (26. říjnajul./ 6. listopadu 1794greg. Petrohrad – 25. lednajul./ 6. února 1881greg. tamtéž) byl ruský architekt německého původu. Architekty byli i jeho bratři Andrej a Alexandr. Byl žákem Andreje Voronichina, v mládí pobýval v Itálii. Jeho tvorba byla ovlivněna byzantskou architekturou, byl oblíbeným tvůrcem cara Mikuláše I. Pavloviče. K jeho nejvýznamnějším dílům patří Katedrála Krista Spasitele (Moskva), Katedrála svaté Kateřiny (Puškin), kostel Suomenlinnan kirkko ve Finsku, Velký kremelský palác, Kremelská zbrojnice a Nikolajevské nádraží. Byl povýšen do šlechtického stavu, v roce 1854 byl jmenován rektorem Carské akademie umění.